# Mobilbetaling
Mobilbetaling er en betegnelse for betaling af ydelser med mobiltelefonen. 
Betaling kan ske via SMS eller på anden måde via en mobil betalingsplatform, fx de danske apps MobilePay eller Swipp.
Anvendes primært indenfor:
- transport
- parkering
- forretninger
- automater
- billetter

| Artikelstump | Spire Denne artikel om penge eller valuta er en spire som bør udbygges. Du er velkommen til at hjælpe Wikipedia ved at udvide den. |